# Каттер Готьє
Каттер Готьє (англ. Cutter Gauthier, нар. 19 січня 2004, Шеллефтео) — американський хокеїст, нападник клубу НХЛ «Анагайм Дакс». Гравець збірної команди США.

## Особисте життя
Готьє — син колишнього канадського воротаря Шона Готьє. Народився у Швеції, де на той момент виступав його батько. Каттер виріс в Аризоні, його улюбленою командою була «Піттсбург Пінгвінс», а улюбленим гравцем — капітан «пінгвінів» Сідні Кросбі.

## Ігрова кар'єра
Хокейну кар'єру розпочав 2020 року в системі з розвитку юніорського хокею США (ХЛСШ).
У 2022 році брав участь у Всеамериканських іграх.
2022 року був обраний на драфті НХЛ під 5-м загальним номером командою «Філадельфія Флаєрс». 
З 2022 по 2024 роки виступав за хокейну команду Бостонського коледжу.
8 січня 2024 року, права на Готьє обміняли на гравця «Анагайм Дакс».
14 квітня 2024 року, Каттер підписав трирічний контракт початкового рівня з «Дакс». 15 листопада 2024 року, відкрив лік закинутим шайбам у НХЛ.

## На рівні збірних
У складі юніорської збірної США срібний медаліст чемпіоном світу 2022 року.
У складі молодіжної збірної США здобув бронзові нагороди в 2023 році та золоті медалі у 2024 році.
У складі збірної команди США чемпіон світу 2025 року.

## Досягнення
- Команда всіх зірок НХЛ (молодіжна команда) — 2025.[12]

## Статистика

### Клубні виступи
| 2020–21      | США                | ХЛСШ         | 45 | 20 | 17 | 37 | 33 | — | — | — | — | — |
| 2021–22      | США                | ХЛСШ         | 54 | 34 | 31 | 65 | 49 | — | — | — | — | — |
| 2022–23      | Бостонський коледж | НКАА         | 32 | 16 | 21 | 37 | 37 | — | — | — | — | — |
| 2023–24      | Бостонський коледж | НКАА         | 41 | 38 | 27 | 65 | 18 | — | — | — | — | — |
| 2023–24      | «Анагайм Дакс»     | НХЛ          | 1  | 0  | 1  | 1  | 0  | — | — | — | — | — |
| 2024–25      | «Анагайм Дакс»     | НХЛ          | 82 | 20 | 24 | 44 | 20 | — | — | — | — | — |
| Усього в НХЛ | Усього в НХЛ       | Усього в НХЛ | 83 | 20 | 25 | 45 | 20 | — | — | — | — | — |

### Збірна
| Рік                | Команда            | Турнір             | Місце              | І  | Г  | П  | О  | ШХ |
| ------------------ | ------------------ | ------------------ | ------------------ | -- | -- | -- | -- | -- |
| 2022               | США                | ЮЧС                | 2                  | 6  | 3  | 6  | 9  | 6  |
| 2023               | США                | МЧС                | 3                  | 7  | 4  | 6  | 10 | 2  |
| 2023               | США                | ЧС                 | 4-е                | 10 | 7  | 2  | 9  | 2  |
| 2024               | США                | МЧС                | 1                  | 7  | 2  | 10 | 12 | 4  |
| 2025               | США                | ЧС                 | 1                  | 10 | 5  | 4  | 9  | 2  |
| Молодіжна збірна   | Молодіжна збірна   | Молодіжна збірна   | Молодіжна збірна   | 20 | 9  | 22 | 31 | 12 |
| Національна збірна | Національна збірна | Національна збірна | Національна збірна | 20 | 12 | 6  | 18 | 4  |